# Comodo BackUp
Comodo Backup — программа для создания резервных копий данных.

## Основные особенности
- Простое резервное копирование на локальный, сетевой, виртуальный, FTP диск или онлайн файловое хранилище
- Отправка E-Mail сообщений о состоянии резервного копирования
- Возможность работы по расписанию
- Создание собственных процедур резервного копирования с различными фильтрами и макросами
- Настройка в считанные минуты с интуитивно понятным интерфейсом
- С 2012 года Comodo предлагает бесплатный облачный сервис с объёмом хранилища в 10 ГБ и удобным интерфейсом пользователя.